# Rhony'x
Rhony’x is een Frans historisch merk van motorfietsen.

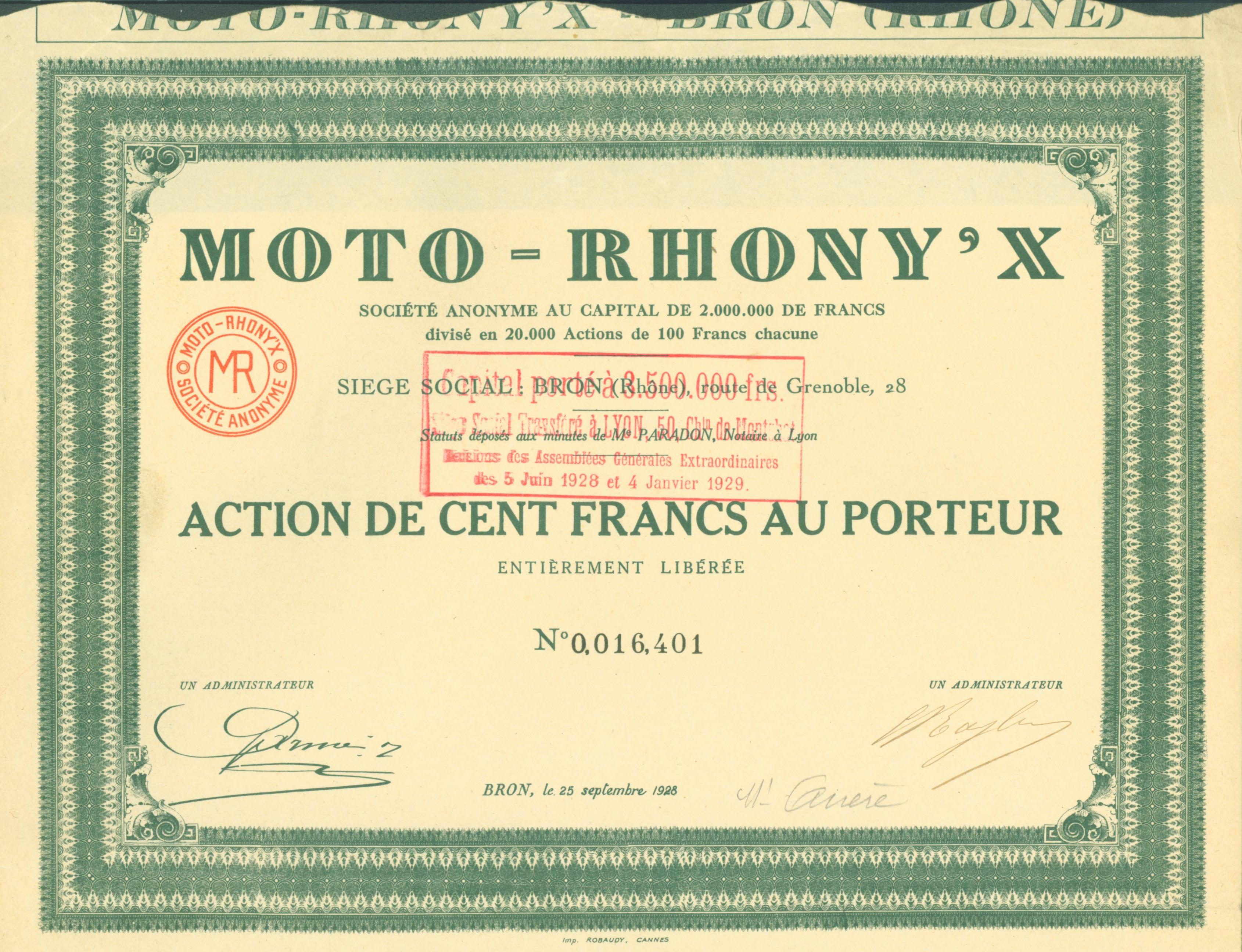
Moto-Rhony'x aandelen vanaf 25 september 1925

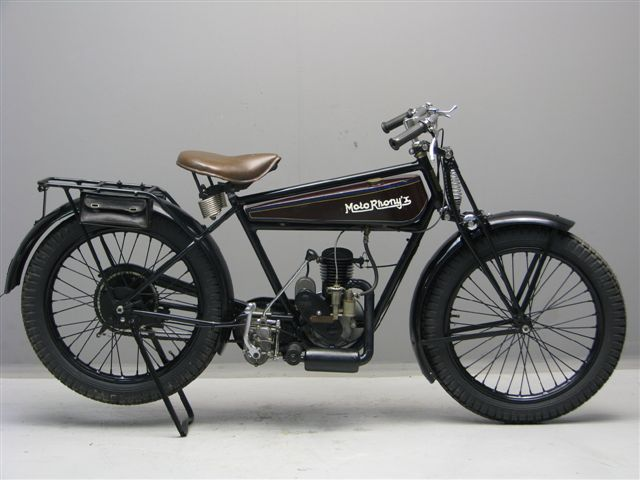
Rhony'x 185 cc tweetakt uit 1924

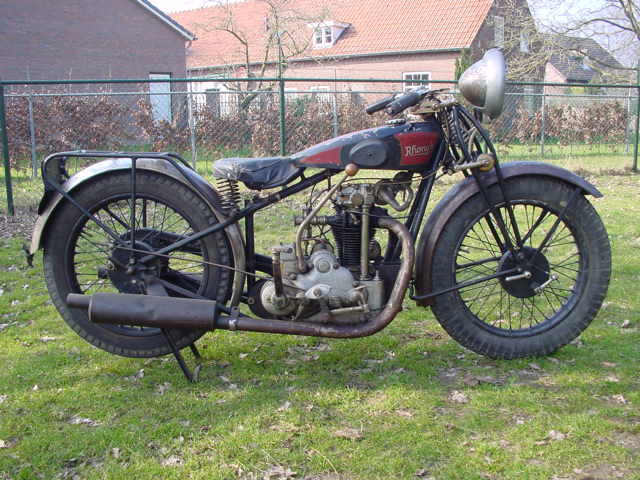
Rhony'x model N (350 cc) uit 1929

Deze werden geproduceerd door de Ets. Rhony’x van 1924 tot 1932. Het bedrijf was korte tijd gevestigd in Bron, maar verhuisde al snel naar Lyon.
Dit was een Frans merk dat een groot aantal modellen met 185- en later ook 246 cc tweetakten met buitenliggend vliegwiel, bouwde die waarschijnlijk van Lalo, Mignonac et Poinsard kwamen. Bovendien kon men machines met JAP- en Chaise-viertaktmotoren van 247- tot 498 cc leveren. De remmen voor de zware modellen werden gemaakt door AYA in Saint-Étienne, een bedrijf dat ook leverde aan Styl'Son en New Map.
Men maakte ook zelf blokmotoren die als inbouwmotor werden verkocht aan andere merken onder de naam Stainless. Daarnaast produceerde Rhony'x liggende cilinders voor gebruik in boten en vliegtuigen.